# Джованни ди Никола

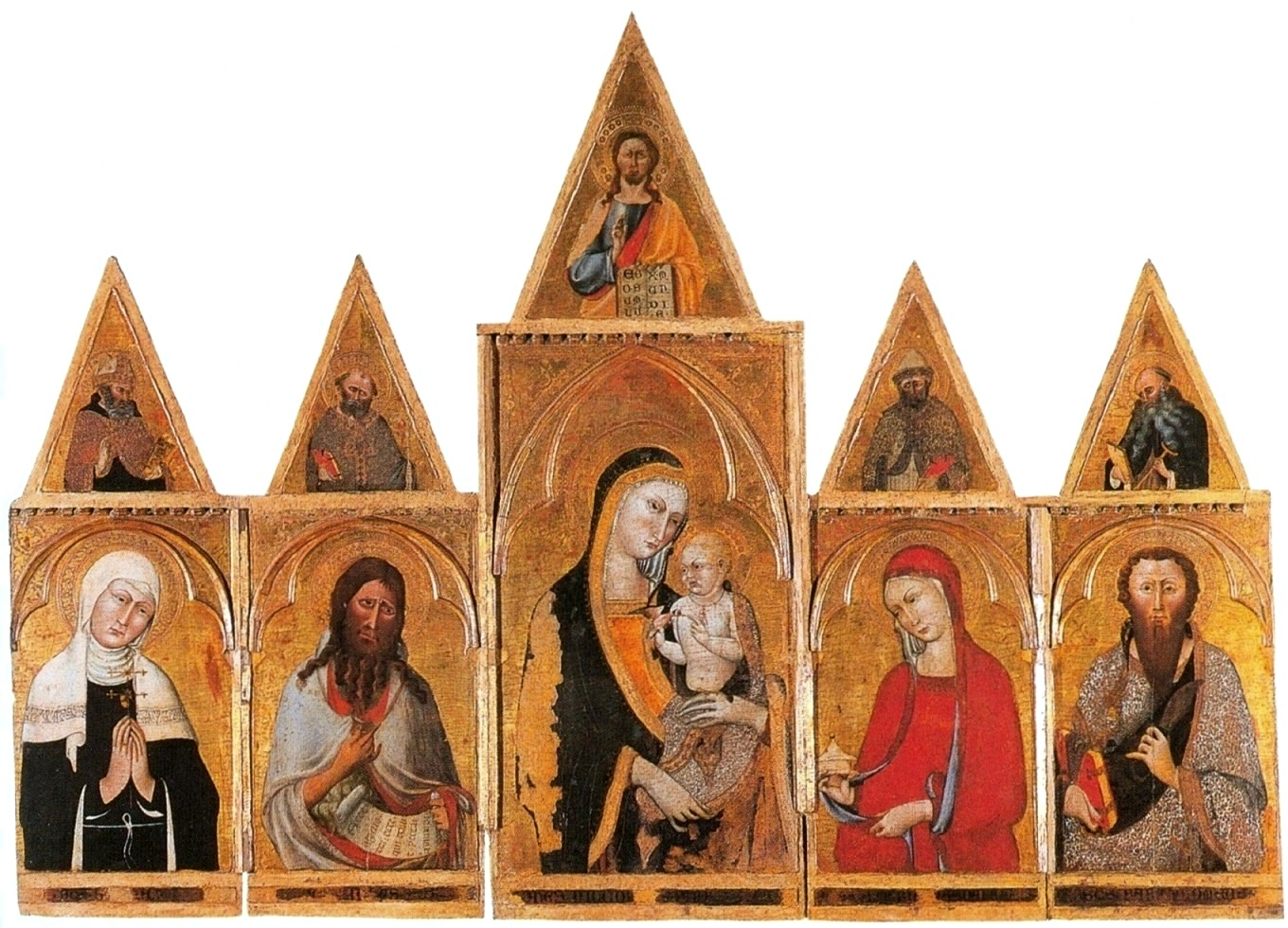
Полиптих «Мадонна с младенцем и святыми». 1350. Музей Сан-Маттео, Пиза

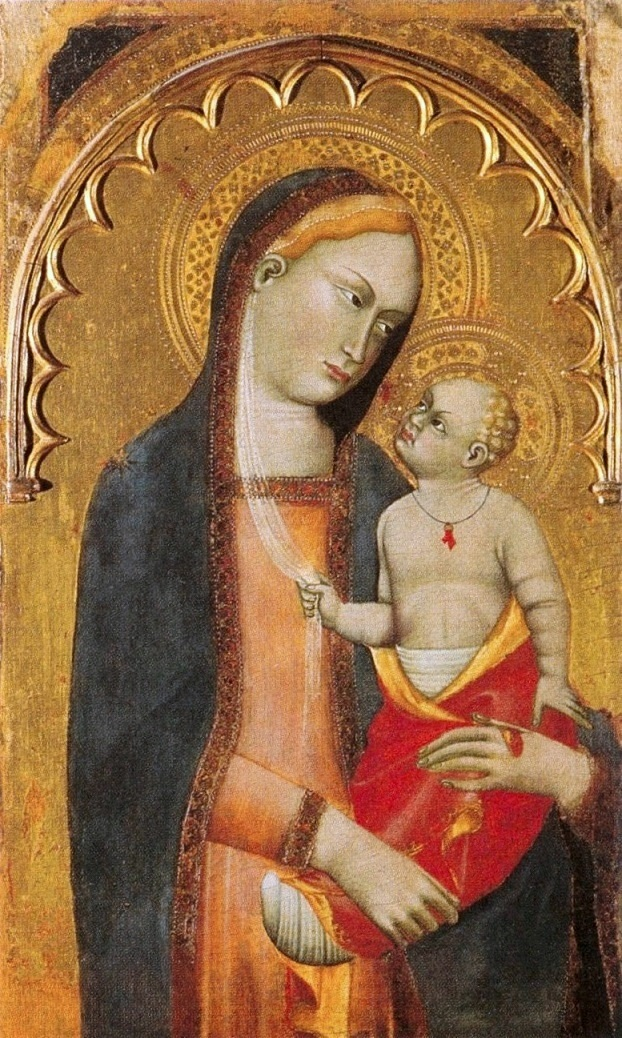
Мадонна с младенцем. 1350-е. Музей Сан-Маттео, Пиза

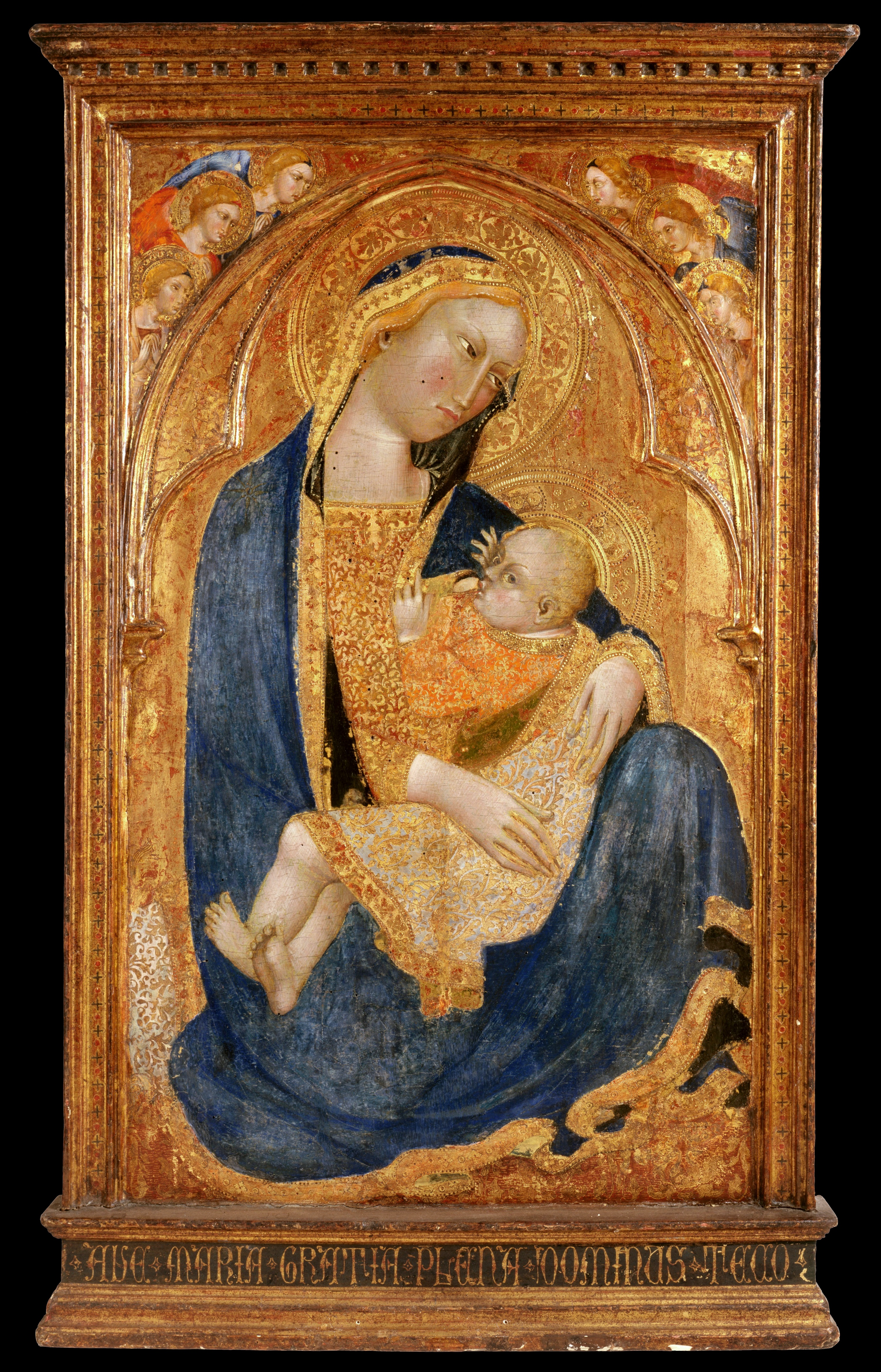
Мадонна с младенцем. Музей Колледжа Уильямса, Уильямстаун

Джованни ди Никола (также Джованни ди Никола да Пиза (итал. Giovanni di Nicola da Pisa); фигурирует в документах с 1326 по 1360-е годы) — итальянский художник.

## Биография и творчество.
Дата рождения художника не известна. Его имя впервые упоминается в 1326 году, когда Липпо Мемми подписал контракт с руководством Сиенской коммуны на создание образа св. Ансания (вероятно, для какого-то общественного здания). Джованни в документе обозначен как «Giovanni suo disciepolo da Pisa», т.е. «Джованни, его ученик из Пизы». Впрочем, не все эксперты уверены, что речь в этом документе идёт именно о Джованни ди Никола да Пиза, тем не менее, стиль его живописи, совершенно явно опирающийся на сиенские модели Симоне Мартини и его родственника Липпо Мемми, говорит в пользу такого предположения (хотя, с другой стороны, к тому моменту Симоне Мартини уже поработал в Пизе (1319), и Джованни мог ознакомиться с его манерой непосредственно).
32 года спустя, в июле и августе 1358 года, имя «Johannes Nicole pictor» появляется в списке членов Главного Совета Пизы. Это является  свидетельством достаточно высокого положения в пизанском обществе, которое к тому моменту имел художник. Джованни ди Никола продолжал работать и в 1360-х годах. Точная дата его смерти не известна. Из сохранившихся документов можно заключить, что он скончался между 28 июля 1363 года, когда продиктовал нотариусу своё завещание, и декабрём 1365 года, когда Франческо ди Нери приобрёл участок земли, ранее принадлежавший художнику.
Историкам искусства известны только три произведения, имеющие подписи Джованни ди Никола, из которых сегодня доступно только одно - полиптих «Мадонна с младенцем и святыми» (имеет подпись «Johanes Niccole me pinxit» и дату «A.D.MCCC[.]»; ранее находился в ц. св. Марты, ныне в Музее Сан Маттео, Пиза). Следы двух других подписанных работ – «Иоанн Креститель» (1340г, ранее был в храме Сан Пьетро ин Винкулис) и полиптих «Мадонна с младенцем и святыми» (ранее хранился в коллекции Ринуччини, Рим), сегодня утеряны.
Основным источником для определения стилистически близких работ остаётся полиптих из Музея Сан Маттео, датированный 1350 годом. Вокруг него исследователи собрали ряд неподписанных работ, которые ныне приписываются Джованни ди Никола с большим или меньшим успехом. Для них характерна  тщательность отделки, покрытые золотыми узорами нимбы святых, подчёркнутое внимание к одежде женских персонажей. Если не считать годы ученичества в сиенской бригаде Липпо Мемми, то, по всей вероятности, географически творческая деятельность Джованни ограничивалась одной Пизой. Два произведения, которые ему приписывают за пределами этого города – «Мадонна дель Латте» (Палермо, Галерея Сицилии) и полиптих из Национальной галереи Умбрии, Перуджа, не выходят за рамки существовавшей в конце XIV и начале XV века практики пизанских художников посылать свои произведения в другие города.
При столь малом числе свидетельств о жизни и творчестве мастера выстроить его произведения в хронологическую цепь с целью определения его творческой эволюции – задача крайне сложная. Например, приписанная ему «Мадонна с младенцем» из Музея искусства Колледжа Уильямса, Уильямстаун, по мнению одних экспертов принадлежит к его раннему периоду, по мнению других – к позднему. Каталог произведений Джованни ди Никола состоит в основном из изображений «Мадонны с младенцем» и разных святых, которые представляют собой детали когда-то разобранных полиптихов, украшавших в своё время алтари итальянских церквей, установить названия которых сегодня невозможно. Поэтому датировка его работ носит достаточно условный характер.
К раннему и среднему периоду исследователи относят «Мадонну с младенцем и святыми» из Музея Сан Маттео, Пиза; «Благовещение» из Музея Семинарии, Пиза; «Мадонну с младенцем» Сан Маттео, Пиза; фрески с «Историей Богородицы», ныне снятые со стены и перенесённые на контрфасад пизанской церкви Св. Мартина. Для этого периода в творчестве Джованни характерна цветовая гамма, сближающая его работы с произведениями Франческо Траини, и манера изображения персонажей, которая далее будет продолжена художниками более молодого поколения – Неруччо Федериги, Джетто (Гетто) ди Якопо и Чекко ди Пьетро.
Поздний период художника для исследователей представляет проблему, т.к. ни одного подписанного произведения 1350-60х годов не сохранилось. К этому периоду относят «Полиптих» из коллекции Чини, Венеция, который приписывается так  наз. «Франческо из Пизы» (скорее всего, автор – Франческо ди Нери да Вольтерра и атрибуция ошибочна), и анонимные работы, которые по стилистическим признакам ранее приписывались двум безымянным мастерам – так наз. «Мастеру Попильо» (Maestro della Popiglio; «Мадонна с младенцем» из Музея изящных искусств в Анжере; «Полиптих» из Национальной галереи Умбрии, Перуджа)  и «Мастеру  Милосердия» (Maestro della Carita; «Мадонна с младенцем, св. Франциском и св. Кларой» из Музея Сан Маттео, Пиза и др. произведения).

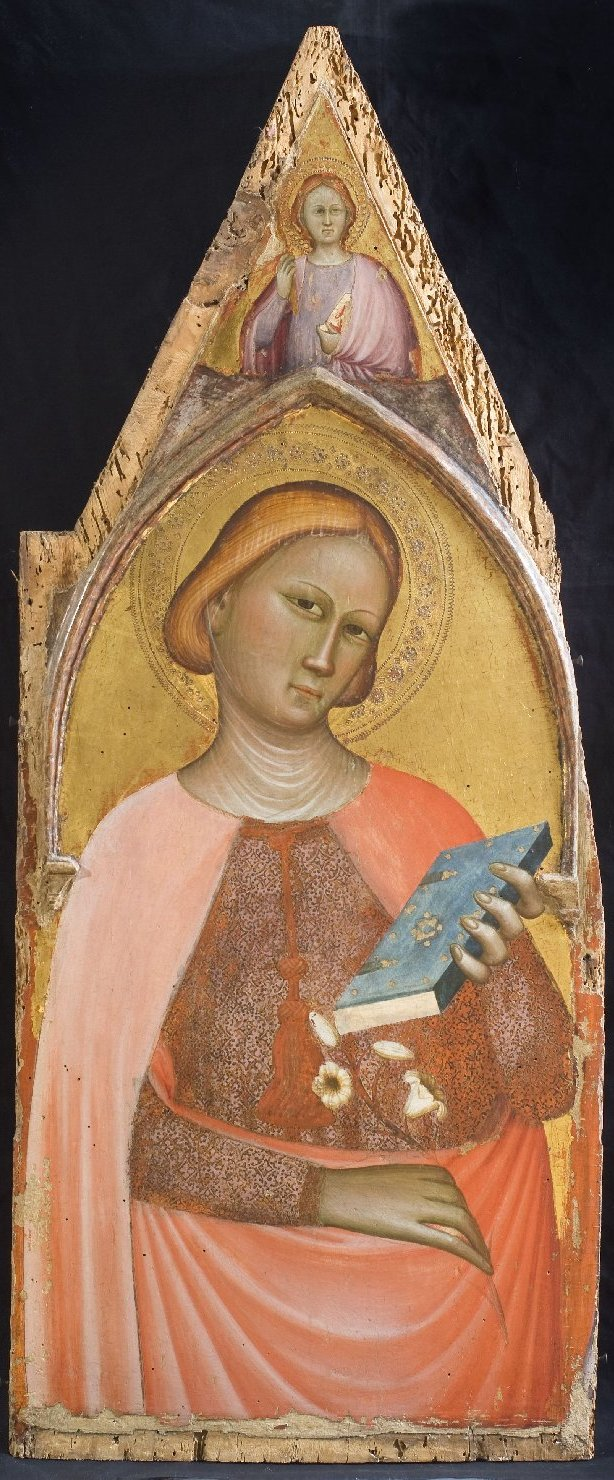
Неизв. святая. Панель полиптиха из Перуджи, 1350-60, Национальная галерея Умбрии
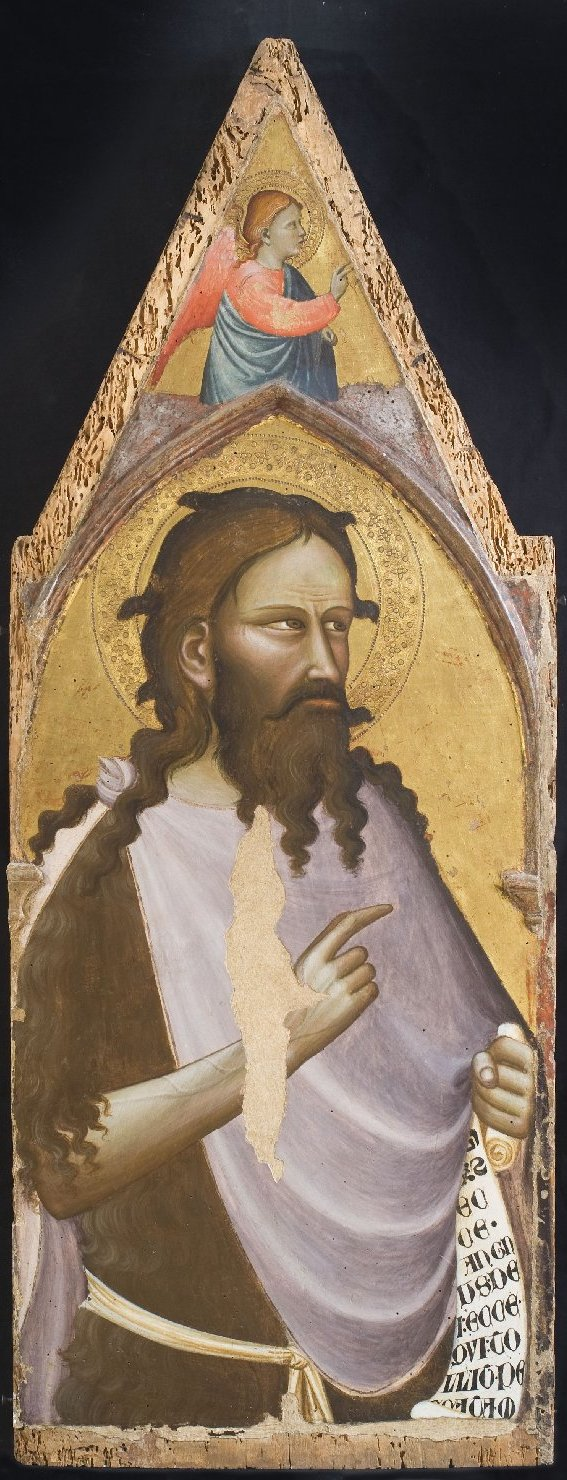
Иоанн Креститель. Панель полиптиха из Перуджи, 1350-60, Национальная галерея Умбрии
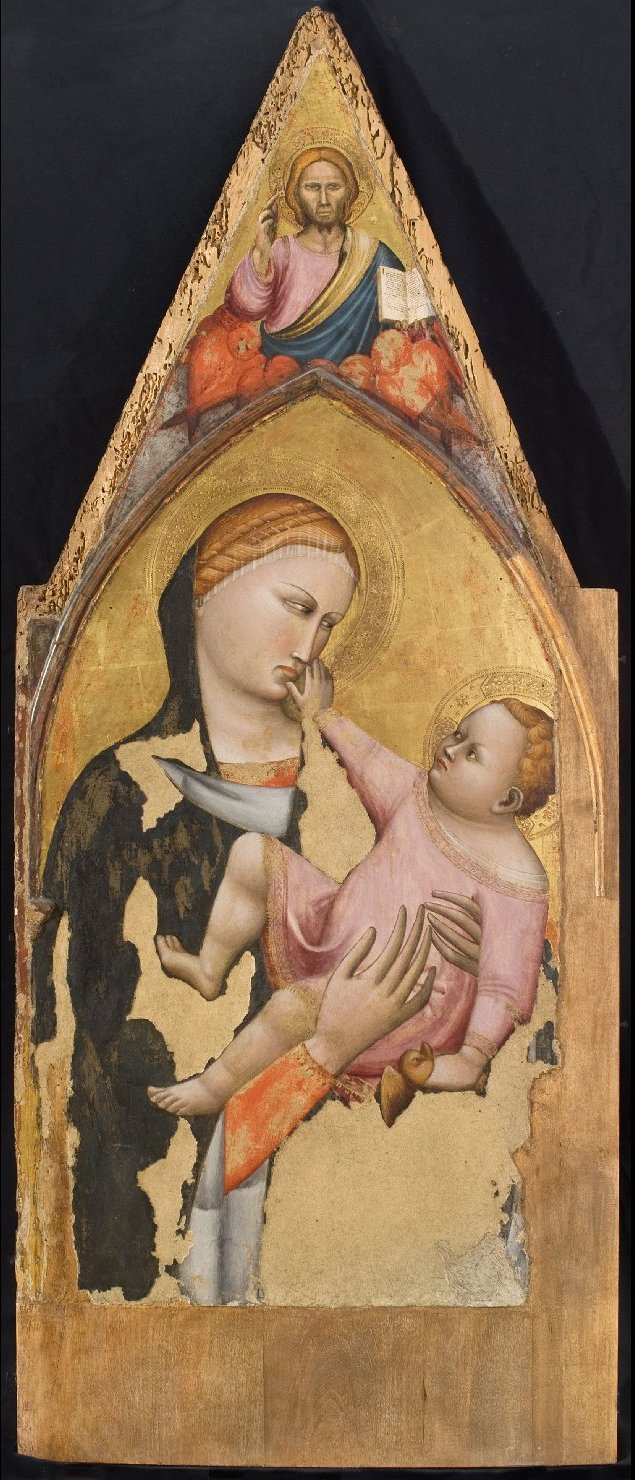
Мадонна с младенцем. Панель полиптиха из Перуджи, 1350-60, Национальная галерея Умбрии
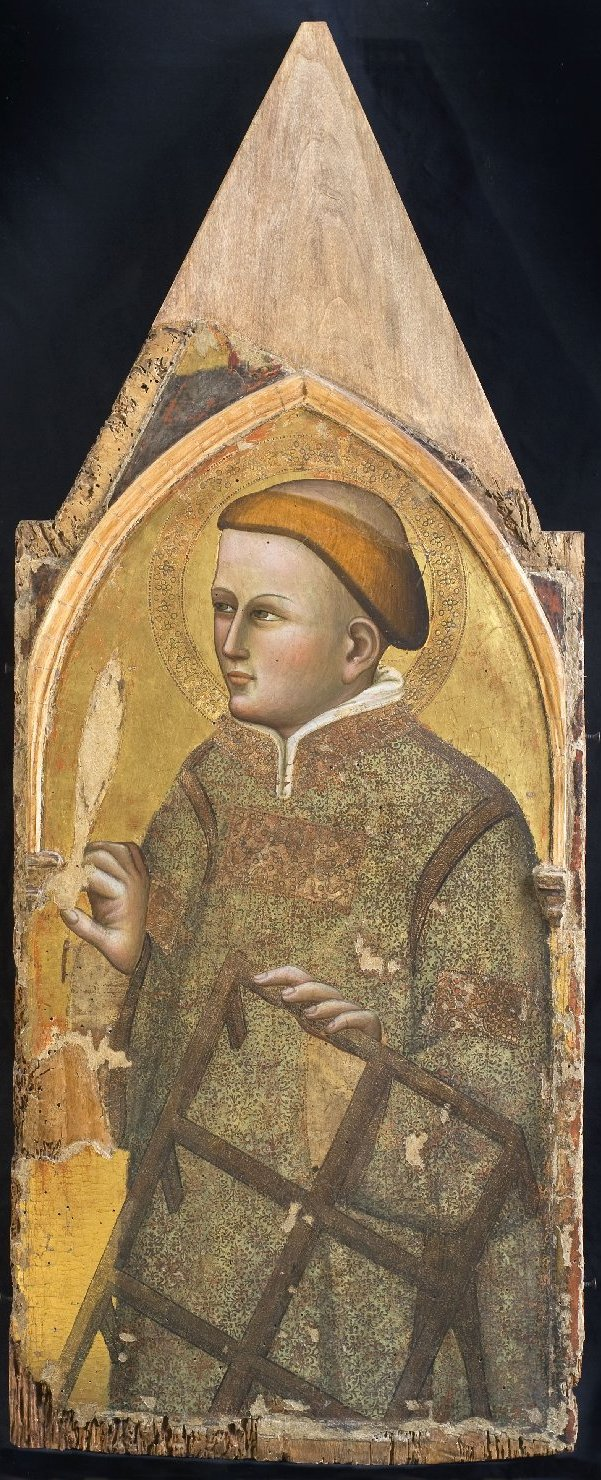
Св. Лаврентий. Панель полиптиха из Перуджи, 1350-60, Национальная галерея Умбрии
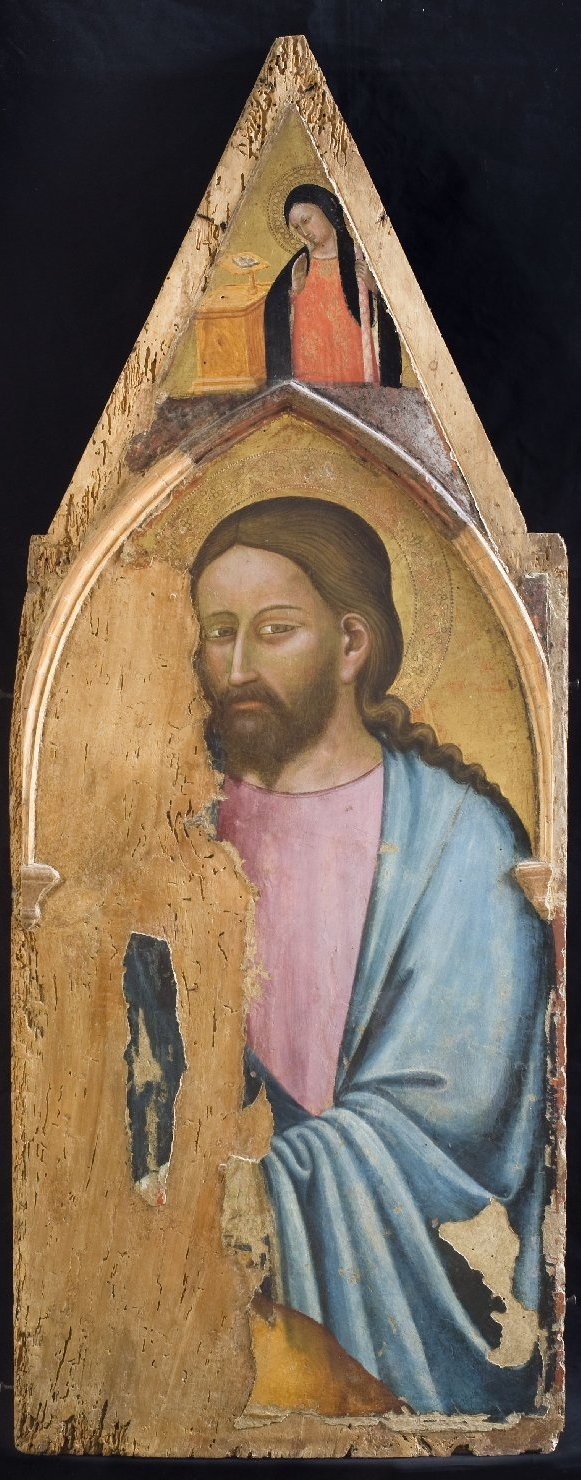
Неизв. святой. Панель полиптиха из Перуджи, 1350-60, Национальная галерея Умбрии
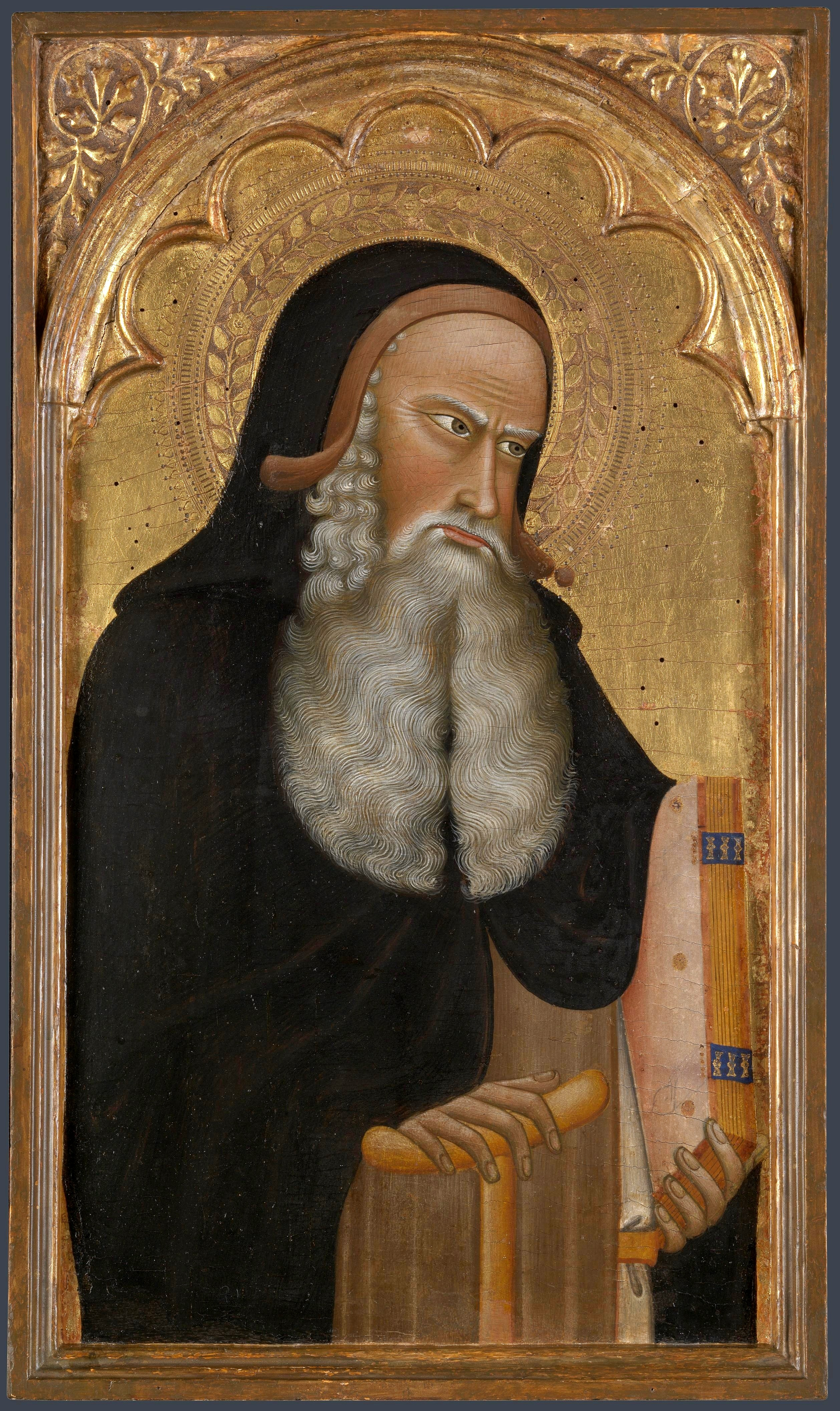
Св. Антоний-аббат. Панель от неизвестного полиптиха. ок. 1350г, Национальная Галерея, Лондон